# Алтанширее
Алтанширее — сомон у Східно-Гобійському аймаку Монголії. Територія 7,26 тис. км², населення 1,8 тис. чол.. Центр — селище Чандмань, розташований на відстані 86 км від Сайншанду та 434 км від Улан-Батора.

## Клімат
Клімат різкоконтинентальний

## Соціальна сфера
Працює середня школа, лікарня, торговельні установи.